# Onor
Onor (szlovákul Norovce) község Szlovákiában, a Nyitrai kerület Nagytapolcsányi járásában.

## Fekvése
Nagytapolcsánytól 10 km-re északra fekszik.

## Története
1113-ban Honor néven említik először a zobori apátság birtokainak leírásában. 1244-ben Onur, 1365-ben Onor néven szerepel az írott forrásokban. A zobori bencés apátság, majd a nyitrai püspökség, a 17. században a korosi uradalom, a 18. században az Ujfalussy család, 1761-ben pedig a hőlaki nemesek birtoka. 1715-ben 4 adózó háztartása állt. 1787-ben 33 házában 237 lakos élt. 1828-ban 29 háza és 202 lakosa volt. Lakói gyümölcstermesztéssel, mezőgazdasággal, szénégetéssel foglalkoztak.
Vályi András szerint "ONOR. Novavce. Tót falu Nyitra Várm. földes Ura B. Splényi, és G. Révay Uraságok, lakosai katolikusok, fekszik Sissónak szomszédságában, mellynek filiája, földgye közép termékenységű, szőleji soványak, fája van tűzre, gyűmöltsöt eleget termesztenek, piatzozása Tapolczán, és Bájnán."
Fényes Elek szerint "Onor (Norovicz), tót falu, Nyitra vmegyében, ut. p. Tapolcsánhoz 1 /2 órányira: 490 kath. , 3 zsidó lak. F. u. többen."
A trianoni békeszerződésig Nyitra vármegye Nagytapolcsányi járásához tartozott.

## Népessége
| Év:            | 1994. | 2004.   | 2014.   | 2024.   |
| -------------- | ----- | ------- | ------- | ------- |
| Emberek száma: | 365   | 332     | 321     | 314     |
| Eltérés:       |       | -9,04 % | -3,31 % | -2,18 % |

| Év:            | 2023. | 2024.   |
| -------------- | ----- | ------- |
| Emberek száma: | 323   | 314     |
| Eltérés:       |       | -2,78 % |

1910-ben 322, túlnyomórészt szlovák lakosa volt.
2001-ben 319 lakosából 318 szlovák volt.
2011-ben 326 lakosából 317 szlovák.

## Nevezetességei
- A Hétfájdalmú Szűzanya tiszteletére szentelt római katolikus temploma 1951-ben épült.
- A Nagyboldogasszony tiszteletére szentelt barokk kápolnája 1733-ban épült.
- Határában ásványvízforrás található.

## Külső hivatkozások
- Községinfó
- Onor Szlovákia térképén
- E-obce.sk Archiválva 2008. május 30-i dátummal a Wayback Machine-ben